# Acaena fuscescens
Acaena fuscescens é uma espécie de rosácea do gênero Acaena, pertencente à família Rosaceae.